# Temporada 2009-2010 del Liceu
La Temporada 2009-2010 del Liceu comptà amb cinc estrenes, tres de les quals al Liceu (L'arbore di Diana, Les Mamelles de Tirésias i El jugador) i dues a Espanya (El rei Roger i Hypermusic Prologue). Només dos títols foren dirigits pel titular, Michael Boder.
Era una fita especial per el Gran Teatre del Liceu, com que era el desè aniversari de la seva reinauguració. Fou una temporada amb un pes evident dels segles xx i xxi, amb quatre títols del segle passat i un del present, als que cal sumar les dues òperes del segle xviii i les quatre del xix. La temporada s'obria amb tres importants estrenes: L'arbore di Diana, del valencià Vicent Martín i Soler; El rei Roger, de Szymanowski, dirigida escènicament per David Pountney, i Hypermusic Prologue, on el jove compositor català Hèctor Parra experimenta nous camins per a l'òpera. Hem d'afegir-hi Les Mamelles de Tirésias, de Poulenc, i, en versió concert, El jugador de Prokófiev, sota la direcció d'Alexander Anissimov.
De Wagner, se'n va programar Tristan und Isolde, en la colorista producció del pintor David Hockney. Els prestigiosos Ivor Bolton i Christof Loy van acollir el debut de la soprano alemanya Diana Damrau, en una producció d'El rapte en el serrall, de Mozart. I de Strauss, El cavaller de la rosa, que va dirigir Michael Boder, en una producció d'Uwe Eric Laufenberg.
D'Il trovatore, se'n van programar dinou representacions, a càrrec de Fiorenza Cedolins, Lucina d'Intino, Marco Berti, Krassimira Stoiànova o Irina Mishura, entre d'altres. Patricia Ciofi i Juan Diego Flórez van obtenir molt succés amb La Fille du régiment, a càrrec d'Yves Abel i Laurent Pélly. Montserrat Caballé, Bejun Mehta, Joyce DiDonato, Christine Schäfer o Magdalena Kozena són altres grans cantants que van participar en aquesta temporada.
Concerts, recitals i espectacles de dansa van completar una temporada que es va tancar amb la popular sarsuela d'Amadeu Vives, Doña Francisquita, inclosa en el projecte El Liceu a la platja. Per raons d'ajustos pressupostaris es redissenyà l'activitat artística i quedà cancel·lada la programació del Foyer per l'esmentada temporada.
| Temporada 2009-2010 del Liceu |                         |                     |                     | | |                                                                                   |
| Òpera                         | Compositor              | Director musical    | Director d'escena   | Papers principals | Producció | Dates                                                                             |
| L'arbore di Diana             | Vicent Martín i Soler   | Harry Bicket        | Francisco Negrín    | Laura Aikin, Michael Maniaci, Ainhoa Garmendia, Charles Workman | Gran Teatre del Liceu / Teatro Real | 1 al 14 d'octubre                                                                 |
| El rei Roger                  | Karol Szymanowski       | Josep Pons          | David Pountney      | Scott Hendricks, Anne Schwanewilms, Will Hartmann, Francisco Vas | Gran Teatre del Liceu / Festival de Bregenz | 2 al 16 de novembre                                                               |
| Hypermusic Prologue           | Hèctor Parra            | Clement Power       | Paul Desveaux       | Charlotte Ellett, James Bobby | Gran Teatre del Liceu / Obra Social Caixa Catalunya / Festival d'Òpera de Butxaca i Noves Creacions / Ircam / Centre Pompidou / Ensemble Intercontemporain (Paris)       | 27 al 28 de novembre Al Foyer                                                     |
| Il trovatore                  | Giuseppe Verdi          | Marco Armiliato     | Gilbert Deflo       | Vittorio Vitelli (2, 5, 9, 13, 16, 19, 22, 27, 30 desembre) / Anthony Michaels-Moore (4, 10, 14, 18, 23 desembre) / Juan Jesús Rodríguez (9, 11, 15, 20, 29 desembre), Fiorenza Cedolins (2, 5, 9, 13, 16, 19, 22, 27, 30 desembre) / Krassimira Stoiànova (4, 10, 14, 18, 23 desembre) / Maria Pia Piscitelli (6, 11, 15, 20, 29 desembre), Luciana D'Intino (2, 5, 9, 13, 16, 18, 22, 27, 30 desembre) / Irina Mishura (4, 10, 14, 18, 23 desembre) / Elena Manistina (6, 11, 15, 20, 29 desembre), Marco Berti (2, 5, 13, 16, 19, 22, 27, 30 desembre) / Alfred Kim (4, 10, 14, 18, 23 desembre) / Giuseppe Gipali (6, 9, 11, 15, 20, 29 desembre), Paata Burchuladze (2, 4, 5, 9, 10, 13, 14, 16, 18, 19, 22, 23, 27, 30 desembre) / Stefano Palatchi (6, 11, 15, 20, 29 desembre), Ana Puche (2, 4, 5, 9, 10, 13, 14, 16, 18, 19, 22, 23, 27, 30 desembre) / Alba Bosch (6, 11, 15, 20, 29 desembre), Vicenç Esteve Madrid, Mariano Viñuales (2, 4, 9, 10, 11, 18, 22 desembre) / Ivo Mischev (5, 6, 13, 16, 20, 23, 30 desembre) / Ramon Grau (14, 15, 19, 27, 29 desembre), Sung Min Kang (2, 4, 9, 11, 15, 18, 22 desembre) / Emili Rosés (5, 6, 13, 16, 20, 23, 30 desembre) / Florenci Puig (10, 14, 19, 27, 29 desembre) | Gran Teatre del Liceu / Théâtre du Capitole (Toulouse) / Ópera de Oviedo /Teatre La Llotja de Lleida                                                                     | 2, 4, 5, 6, 9, 10, 11, 13, 14, 15, 16, 18, 19, 20, 22, 23, 27, 29, 30 de desembre |
| Tristany i Isolda             | Richard Wagner          | Sebastian Weigle    | Thor Steingraber    | Peter Seiffert, Kwangchul Youn, Deborah Voigt, Bo Skovhus | Los Angeles Opera | 23 de gener al 20 de febrer                                                       |
| La Fille du régiment          | Gaetano Donizetti       | Yves Abel           | Laurent Pélly       | Victoria Livengood, Patrizia Ciofi (7, 10, 13, 16, 19, 22, 25) / Nino Machaidze (9, 12, 14, 20), Ángel Pavlovsky, Pietro Spagnoli (7, 10, 13, 16, 19, 22, 25) / Carlos Bergasa (9, 12, 14, 20), Juan Diego Flórez (7, 10, 13, 16, 19, 22, 25) / Antonio Gandia (9, 12, 14, 20), Àlex Sanmartí, Arnau Viladerbò, Josep Miquel Ribot, José Luis Casanova (7, 12, 16, 19, 22, 25) / Josep Lluís Moreno (9, 10, 13, 14, 20) | Gran Teatre del Liceu basada en la coproducció original de: Metropolitan Opera House (Nova York) / Royal Opera House Covent Garden (Londres) / Wiener Staatsoper (Viena) | 7, 9, 10, 12, 13, 14, 16, 19, 20, 22, 25 març                                     |
| El rapte en el serrall        | Wolfgang Amadeus Mozart | Ivor Bolton         | Christof Loy        | Diana Damrau, Olga Peretiatko, Christoph Strehl, Norbert Ernst, Franz-Josef Selig | Théâtre Royal de la Monaie (Brussel·les) / Oper Frankfurt | 12 al 23 d'abril                                                                  |
| El cavaller de la rosa        | Richard Strauss         | Michael Boder       | Uwe Eric Laufenberg | Martina Serafin, Peter Rose, Sophie Koch, Franz Grundheber | Semperoper Sächsische / Staatsoper Dresden | 10 al 28 de maig                                                                  |
| Les Mamelles de Tirésias      | Francis Poulenc         | Josep Vicent        | Emilio Sagi         | María Bayo, David Menéndez, Mikeldi Atxalandabaso, Troy Cook | | 27 al 29 de maig                                                                  |
| La dama de piques             | Piotr Ilitx Txaikovski  | Michael Boder       | Gilbert Deflo       | Emily Magee, Ben Heppner, Lado Ataneli, Ludovic Tézier | Gran Teatre del Liceu | 19 de juny al 4 de juliol                                                         |
| El jugador                    | Serguei Prokófiev       | Alexander Anissimov |                     | Vladímir Ognovenko, Olga Guriakova, Vladímir Galuzin, Ielena Obraztsova | Orquestra Simfònica de Barcelona i Nacional de Catalunya | 26 de juny al 29 de juny                                                          |
| Doña Francisquita             | Amadeu Vives            | Miguel Ortega Pujol | Luis Olmos          | Mariola Cantarero, Milagros Martín, Josep Bros, Amelia Font | Teatro de la Zarzuela (Madrid) | 23 al 30 de juliol                                                                |